# Jamestown, Virginia
För andra platser med samma namn, se även Jamestown.

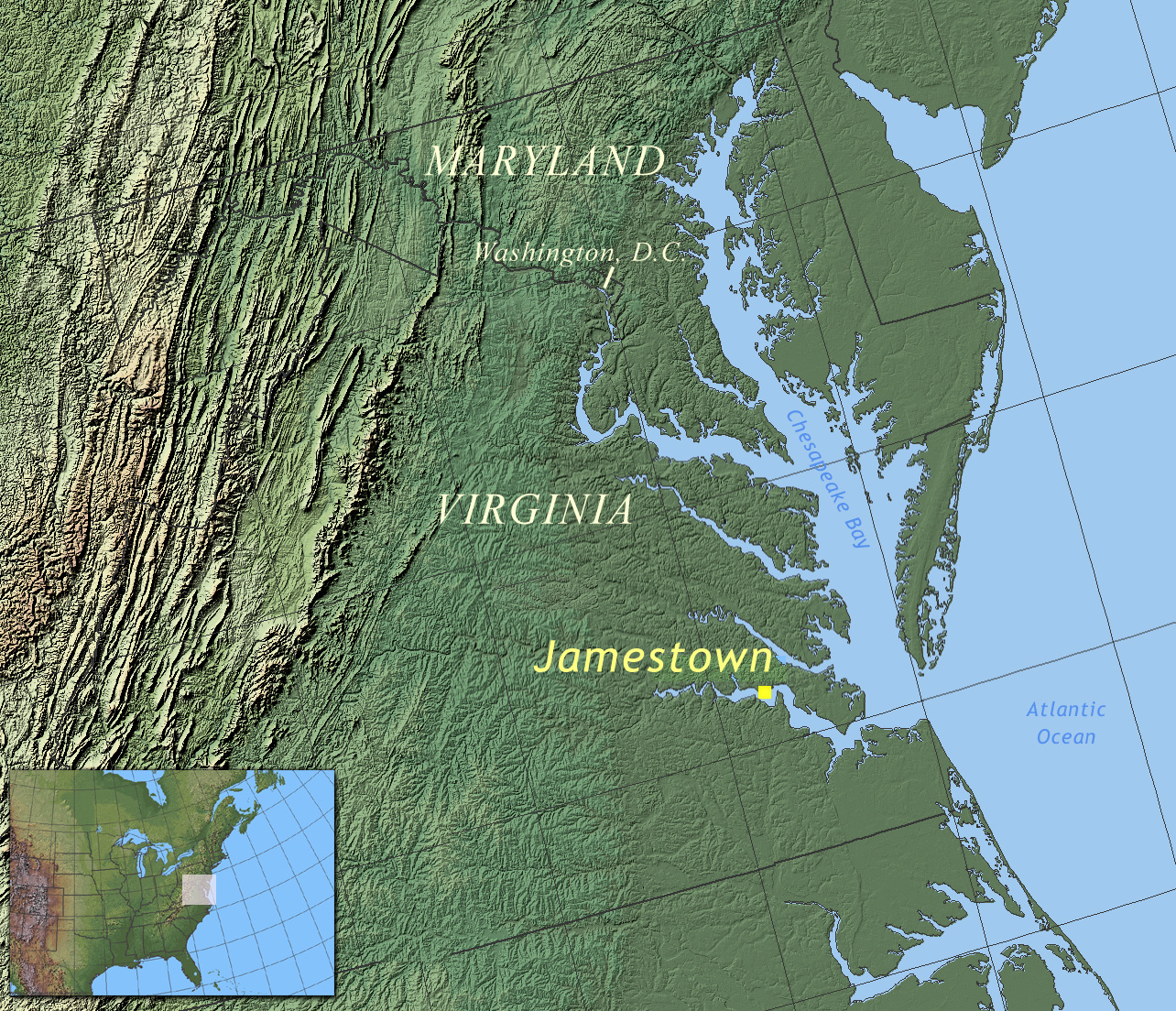
Lägeskarta.

Jamestown var en engelsk bosättning vid Jamesfloden i nuvarande Virginia, omkring 70 kilometer sydöst om Richmond. Jamestown grundades 1607 och var den första permanenta engelska kolonin i vad som idag är USA. Både floden och bosättningen uppkallades efter kung Jakob I, (James I på engelska) som nyligen tillträtt den engelska tronen.
Runt år 1700 övergavs denna bosättning helt. Engelsmännen hade gång på gång försökt att etablera kolonin, men många misslyckanden, följda av svält, gjorde den dåvarande kolonin mycket impopulär. Till slut lyckades man dock etablera en tobaksodling i närheten, och staden höjde då sin status. Kolonisatörerna sökte sig därefter längre in i landet och grundade Richmond som sedermera blev huvudstad i delstaten Virginia.

## Historik

### 1607: Första bosättningen

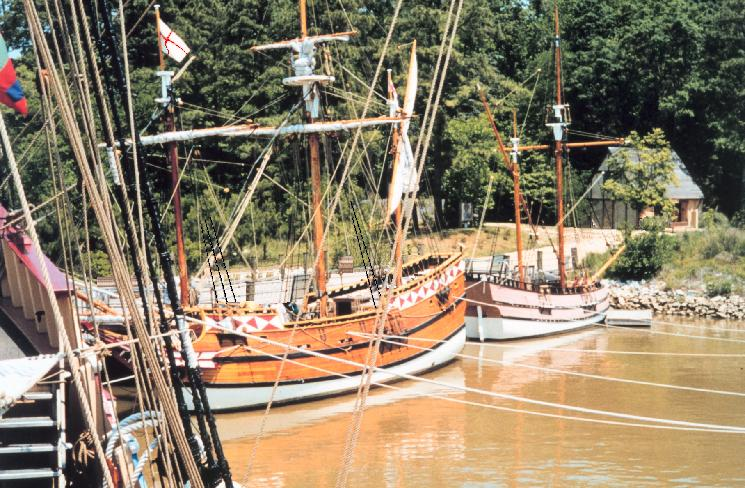
Kopior av de tre fartyg som anlade Jamestown, förtöjda vid flodstranden

Jamestown grundades 1607 av London Virginia Company. Tre skepp, Susan Constant, Godspeed och Discovery anlände till Jamestown den 14 maj med 104 män och gossar som inledde den första permanenta engelska bosättningen i Nordamerika. Nybyggarna bestod huvudsakligen av engelska bönder och polska skogsarbetare som anlitats från Preussen. När de anlände, öppnade de hemliga order från Virginia Company som nominerade John Smith som en av rådsherrarna. Smith hade arresterats på resan av amiral Christopher Newport för myteri och skulle hängas, men försattes på fri fot efter att orderna öppnats.
Trots att Jamestown Island är ett myrområde, valde männen från Virginia Company att bosätta sig där. De menade att platsen låg tillräckligt långt in i landet för att undgå kontakt och konflikt med den spanska flottan, och samtidigt att floden var djup nog för att de skulle kunna ankra sina skepp och enkelt och raskt segla ut ifall det blev nödvändigt.

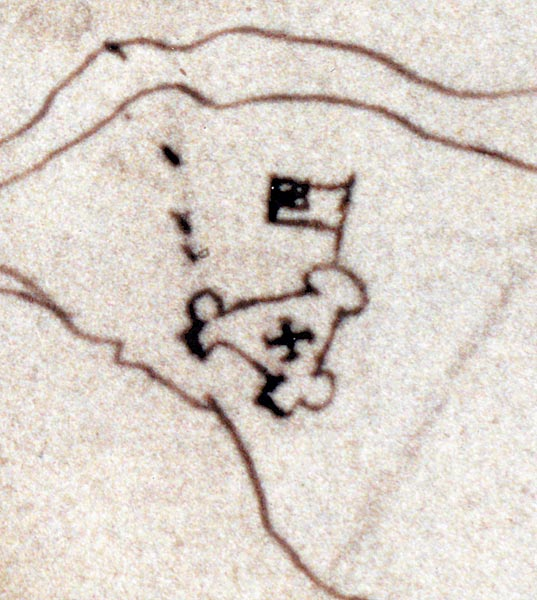
Skiss över Jamestown omkring 1608

De hade bara varit i Jamestown i mindre än två veckor när de blev angripna av Paspahegh-indianer den 26 maj. En av nybyggarna dödades i angreppet och elva andra sårades. Före den 15 juni färdigställde nybyggarna en trekantig fästning i Jamestown, och en vecka senare seglade Newport tillbaka till London med Susan Constant, lastad med svavelkis och jord.
Edward Maria Wingfield utnämndes till den första presidenten för kolonin, och förblev det till september. Då blev han funnen skyldig till att ha baktalat andra, och avsattes. John Ratcliffe valdes till att efterträda Wingfield. Ett år senare valdes John Smith till Ratcliffes efterträdare. Han var så president tills han sårades 1609. Då blev Ratcliffe president igen. Men kort efter tillfångatogs han av hövding Powhatan och torterades till döds av kvinnor från Powhatan-stammen. Vintern 1609–1610 var en svältperiod i Jamestown.
Nybyggarna som kom över på de tre första var inte så väl rustade för de livsvillkor som de möte i Jamestown, och många led av saltvattensförgiftning. De fick infektioner, feber och dysenteri. Smith skadades då hans krutpåse exploderade och skickades tillbaka till England. Där författade han A True Relation om sina upplevelser i Jamestown och The Proceedings of the English Colony of Virginia. Publiceringen av denna bok ledde till ett förnyat intresse för kolonin. När nybyggarna var nära att ge upp och började planera för att överge Jamestown 1610, kom det en ny guvernör, Lord de la Warr. Han tvingade de kvarlevande 90 bosättarna att stanna kvar.
Medan han var kolonins ledare, ledde Smith en provianteringsexpedition upp till Chickahominyfloden. Hans män blev överfallna av indianer och flera dräptes. Då band Smith sin indianske vägvisare framför sig för att använda honom som sköld. Smith blev likväl tillfångatagen av Opchanacanough, halvbror till hövding Powhatan. Han gav hövdingen en ny kompass, och det gjorde att indianerna bestämde sig för att låta Smith leva. Men då han fördes till hövding Powhatan, bestämde hövdingen sig likväl för att avrätta honom. Avrättningen förhindrades av Powhatans unga dotter, Pocahontas, som ursprungligen hette Matoaka. Hennes smeknamn betyder ”den lekfulla”.
Även om Pocahontas liv från nu knöts till engelsmännen efter detta första möte, hade hon inte något förhållande med Smith. Under vintern 1608, efter att Jamestown hade brunnit ned, bragte Pocahontas mat och kläder till kolonisterna. Hon förhandlade senare med Smith om frigivning av de indianer som tagits till fånga av nybyggarna under en räd för att få tag på engelska vapen. 1613 konverterade Pocahontas till kristendomen och tog namnet Rebecka. Hon hade fått sin trosundervisning av pastor Alexander Whitaker, som hade anlänt till Jamestown 1611 för att grunda den presbyterianska kyrkan i Virginia. Hon gifte sig med nybyggaren John Rolfe den 24 april 1614. Inom två år drog de till London, där Pocahontas dog i Gravesend 17 mars 1617.
Rolfe hade kommit till Jamestown 1609, efter att skeppet Sea Venture hade gått på grund vid Bermuda. Grundstötningen kan ha inspirerat William Shakespeares Stormen genom en loggbok av kapten Samuel Jordan. De satt fast på ett rev utanför Bermuda, och de 150 ombord byggde två båtar av vrakdelar. Så seglade de med båtarna, Deliverance och Patience, upp till Jamestown. Där fann de kolonin i ruiner och praktiskt taget öde fram till de la Warr anlände.

### Uppgångstid
Rolfe var den första som lyckades odla tobak i Jamestown. Tobak som odlats i Virginia innan dess, Nicotiana rustica, var inte populär i Europa. Men Rolfe hade tagit med sig något frö av Nicotiana tabacum från Bermuda. Kort tid efter att han anlände, dog hans första hustru efter att ha fött en dotter i Bermuda som inte levde länge nog för att se Virginia. Fastän de flesta inte ville arbeta i tobakslandet, lyckades Rolfe skapa sig en förmögenhet på tobaksodling. Då han for till England med Pocahontas, var han en rik man. Paret hade fått en son, Thomas. Då Rolfe kom tillbaka till Jamestown efter Pocahontas död, stannade Thomas kvar i England.
Rolfe gifte sig med Jane Pierce då han kom tillbaka till Jamestown och fortsatte att förädla tobaken. Resultatet var att när han dog 1622 var Jamestown en blomstrande producent av tobak. Folkmängden hade allaredan överskridit 4 000. Tobaksodlingen ledde till att kolonins första svarta kontraktsanställda (”indentured servants”) fördes dit. Detta av en slump: Engelsmännen hade just stulit angolaner från ett portugisiskt skepp. Grunden var en slavliknande 7-årig kontraktsanställning för engelska jordbruksarbetare. Dessa behandlades skoningslöst och utan lön i 7 år, varefter de blev fria. Detta ledde till otillräcklig rekrytering av engelska arbetare (SR P1 Utrikesreportaget Kajsa Boglind. 8/6 2019). Samtidigt kom kvinnor från England 1619.
Samma år möttes House of Burgesses (borgerskapshuset), den första lagstiftande församlingen av valda ombud i Amerika, i kyrkan i Jamestown. Deras första lag var att fastställa minimumpris för försäljning av tobak. År 1622 dräpte upprörda delar av Opechancanough nästan 400 nybyggare. Jamestown klarade sig för att en indiangosse vid namn Chanco hade råkat varna Richard Pace, en nybyggare som anlänt omkring 1613. Efter att ha säkrat sig själv och sina grannar på sydsidan om Jamesfloden, tog Pace en kanot över floden för att varsko Jamestown som nätt och jämnt undgick ödeläggelse. Ett år senare arbetade William Tucker och dr John Potts fram ett fredsavtal med Powhatan-indianerna. For att besegla det föreslogs en skål, men de hade förgiftat spriten: 200 indianer dog av giftet och 50 slaktades av kolonisterna.
1624 förlorade Virginia Company sitt kontrakt och Virginia blev en kronkoloni.

### Koloniperioden
På 1670-talet tjänstgjorde guvernören i Virginia sir William Berkeley i sin andra period i ämbetet. Berkeley hade tidigare varit guvernör på 1640-talet och var en akademiker och författare av skådespel, jämte veteran från det engelska inbördeskriget, och var över sjuttio år gammal. I mitten av 1670-talet anlände en ung ingift kusin till honom, Nathaniel Bacon d.y., till Virginia, sänd av sin far i hopp om att han skulle mogna. Även om han var lat, var Bacon intelligent och Berkeley gav honom ett landområde och en plats i kolonirådet i Virginia.
Doeg-indianer gjorde räder mot Thomas Mathewss plantage i juli 1675 för att få betalning för flera saker som Mathews hade införskaffat från stammen. Mathews förföljde och dödade flera av indianerna, som gav igen och dräpte hans son och två av hans tjänare. Därpå överföll kolonisterna Susquehannockerna (en annan stam) som hämnd. Detta ledde till indiananfall i stor skala. Berkeley försökte lugna situationen, men många av kolonisterna vägrade lyssna på honom och Bacon bortsåg från en direkt order och fångade några Appomattoc-indianer.
Efter att den så kallade långa församlingen etablerats 1676 förklarades krig mot alla fientliga indianer och handel med indianstammar reglerades, något som många kolonister såg som favorisering av Berkeleys vänner. Bacon och hans trupper belägrade Henrico tills Berkeley anlände och Bacon och hans män flydde. Berkeley förklarade dem upprorsmän och erbjöd benådning för dem som återvände till Jamestown fredligt.
Bacon ledde otaliga överfall på indianer som var vänligt inställda till kolonisterna i ett försök att störta Berkeley. Guvernören erbjöd Bacon amnesti, men borgerskapet nekade och insisterade på att Bacon måtte erkänna sina misstag. Ungefär samtidigt valdes Bacon faktiskt till Borgerskapshuset och deltog i sammanträdet den juni 1676 där han togs till fånga, förläts och benådades av Berkeley.
Bacon fordrade fullmakt att föra befäl, men Berkeley vägrade ge honom det. Bacon och hans anhängare omringade stadshuset och hotade med att skjuta borgarna om inte Berkeley erkände Bacon som general över alla styrkor mot indianerna. Berkeley avgick till slut och lämnade Jamestown. Han försökte genomföra en kupp en månad senare, men lyckades inte. Berkeley lyckades däremot i september och Bacon befäste området för en belägring som ledde till att han brände ned Jamestown den 19 september 1676. Bacon dog den 26 oktober och liket antas ha bränts. Berkeley hängde upprorets huvudledare, avlöstes som guvernör och återvände till London där dog i juli 1677.
Den första fasen av Jamestowns historia ändade 1699 då man beslöt att icke återuppbygga stadshuset som brunnit ned 1698, men i stället antog man ett förslag från studenter vid College of William & Mary om att flytta huvudstaden i Virginia till högre beläget område ungefär 20 kilometer bort där deras skola låg vid Middle Plantation som snart fick namnet Williamsburg.

### 1700-talet
På grund av flytten av huvudstaden till Williamsburg började Jamestown sakta att försvinna. Vid mitten av århundradet ägdes och brukades området av familjerna Travis och Ambler.

### 1800-talet

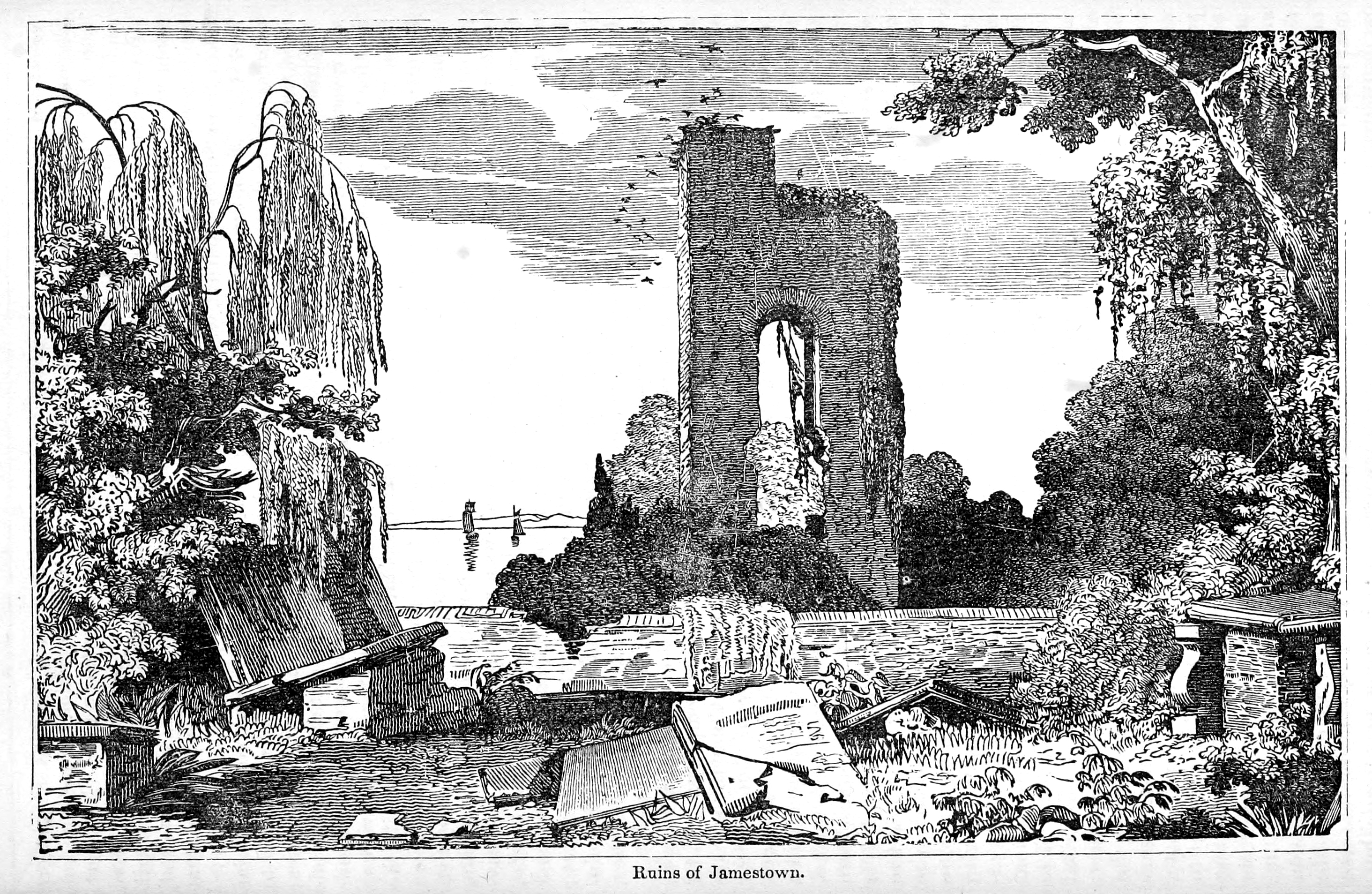
Bild från 1854 över ruinerna av Jamestown där man ser tornet av den gamla kyrkan som byggdes 1639.

Under det amerikanska inbördeskriget ockuperade konfederationens William Allen, som ägde Jamestownön, 1861 Jamestown med trupper han upprättat på egen bekostnad med målet att blockera Jamesfloden och därmed beskydda Richmond mot unionens marin. Han fick snart sällskap av löjtnant Catesby ap Roger Jones som översåg byggandet av batterier och utförde utrustningen och vapentester för konfederationens första ”ironclad”, CSS Virginia (tidigare känd som Merrimac) på platsen. Innan 1861 var till ända hade Jamestown en styrka på 1 200 man som fullbordades i början av 1862 av en artilleribataljon. Halvön övergavs av konfederationen efter det att unionens styrkor landat vid Yorktown under general George B. McClellan i april.
Sedan platsen hamnat i federala händer blev Jamestown en mötesplats för förrymda soldater som brände ned Ambler-huset, en plantage från 1700-talet som tillsammans med kyrkan var de få kvarvarande tecknen på Jamestown. Då Allen skickade män för att värdera skadorna i slutet av 1862, dödades de av tidigare slavar. Jamestown hade huvudsakligen inte en aktiv roll i inbördeskriget, ehuru bägge sidor använde den till avledningsmanövrar.

### 1900-talet

#### Utställningen i Jamestown i 1907

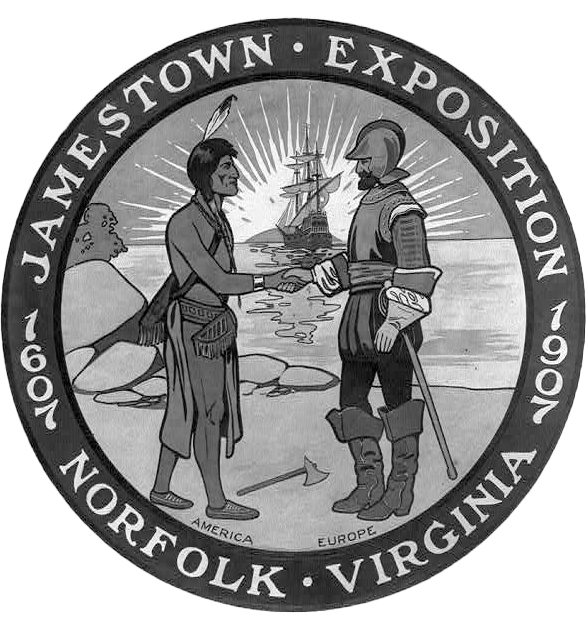
Utställningens emblem

Jamestownutställningen i 1907 var en av de många världsutställningarna som var populära i USA under det tidiga 1900-talet. I början av århundradet, eftersom 300-årsjubileet för Jamestowns grundande 1607 närmade sig, började ledare i Norfolk, Virginia, en kampanj för att ha ett firande där.
Ingen trodde faktiskt att den isolerade och sedan länge övergivna platsen skulle lämpa sig eftersom Jamestown-ön inte hade några faciliteter för stora folkmassor, och fästningen som huset bosättningen i Jamestown antogs hade slukats av Jamesfloden för länge sedan.
Man beslöt att den internationella utställningen skulle placeras på det 1,6 kilometer långa området framför Sewell's Point nära mynningen av Hampton Roads. Utställningen i Jamestown hölls där från 26 april till 1 december 1907.

#### Kolonialhistorisk nationalpark
Det finns nu en kolonialhistorisk nationalpark i Jamestown på ett 91100 kvadratmeter stort område på den västra delen av Jamestown-ön. Området gavs till Association for the Preservation of Virginia Antiquities i 1893. innan detta hade det sett en bosättning, ett uppror (1676) och ett slag under inbördeskriget. År 1934 fick parken de resterande 6,1 kvadratkilometerna av ön och inledde ett samarbete med föreningen för att ta vara på och presentera området för besökare, genom undervisning.

### 2000-talet
2006 kom det ut en film om koloniseringen av byn, Den nya världen, skriven och regisserad av Terrence Malick. Den skildrar förhållandet mellan Kapten John Smith (spelad av Colin Farrell) och Pocahontas (spelad av Q'orianka Kilcher).
2007 var det 400-årsjubileum för grundandet av bosättningen i Jamestown.